# Aerografia

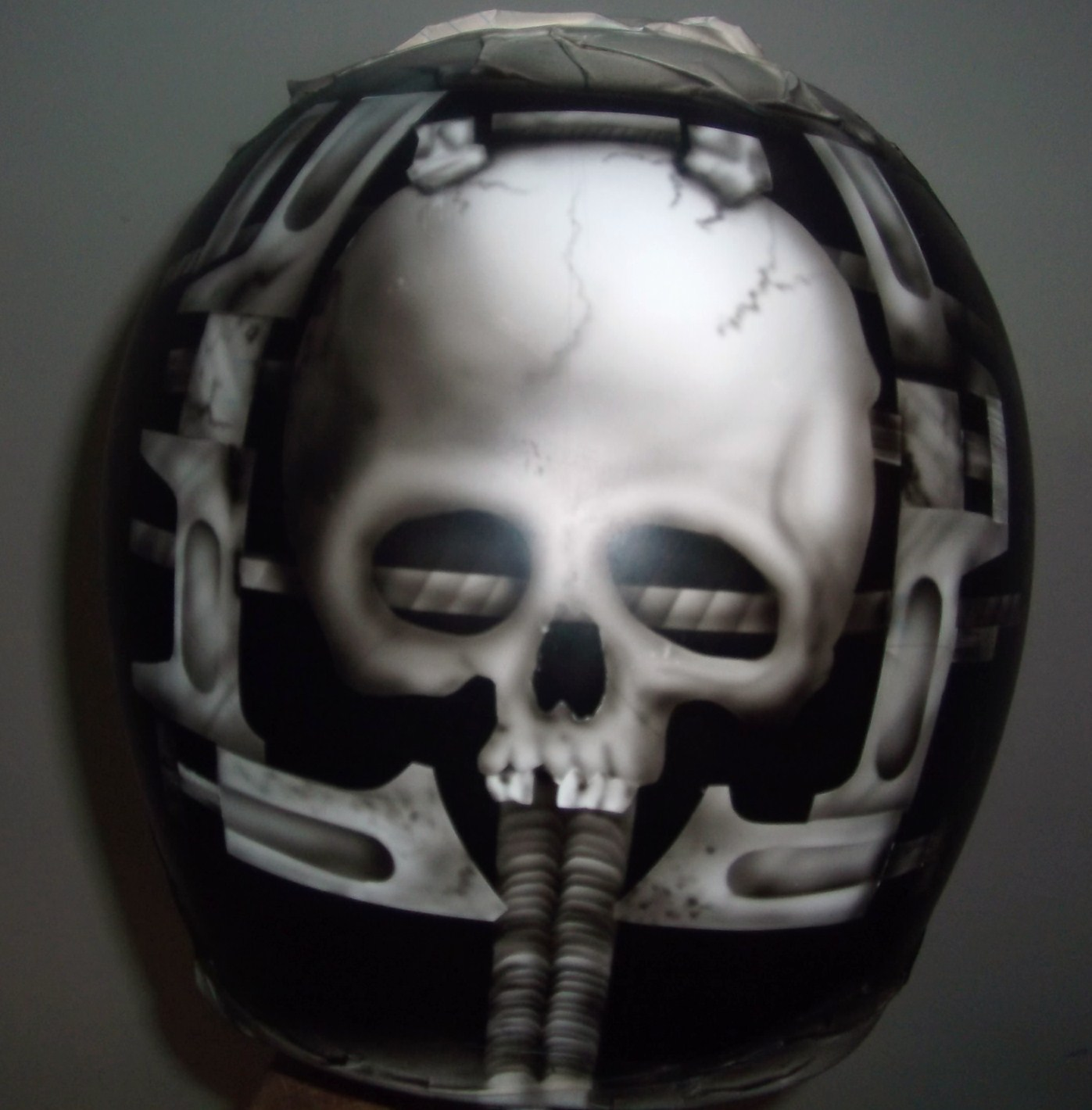
Tema de H. R. Giger em um capacete motociclístico.

A aerografia é uma técnica de pintura e ilustração que utiliza o aerógrafo para sua execução. 
Em 1893, o britânico Charles Burdick inventou o primeiro aerógrafo, mais rudimentar do que o atual, porém com praticamente as mesmas funções. Burdick era aquarelista, pintor e obcecado pela perfeição da pintura de época. Desenvolveu e inventou o primeiro aerógrafo , que proporcionava um método rápido e eficaz para resolver as questões com degradês e sombras.
No início do século XX, a técnica do aerógrafo foi reduzida para retocar fotografias, embora a partir dos anos 30 algumas obras importantes de nomes como Cassandre Bayer, Massacau, Brodovitch revolucionaram substancialmente a comunicação gráfica.
De todos os sistemas para pintar, o aerógrafo é, sem dúvidas, o mais versátil e o que permite obter os melhores resultados. Tomando-se parte da tecnologia da informação mais avançada, muitos artistas e profissionais que utilizam o método conseguem excelentes resultados através do uso do aerógrafo.

## História da aerografia
Estudiosos da arte dizem que a aerografia surgiu na pré história, quando homens da caverna assopravam pigmentos (tinta) através de tubos derivados de osso de animais e bambus. Contemporaneamente, foi utilizada na indústria fotográfica do século XVIII como equipamento de retocagem de fotografias, posteriormente, sua utilização se deu a nível industrial para pintura de peças e acessórios. Hoje em dia, é utilizado em diversas áreas como modelismo, artes gráficas, personalização de motocicletas, capacetes, aplicação de bronzeamento a jato, carros e seus acessórios, aplicações em funilarias diversas, para aplicação de tatuagem, aplicação de maquiagem, pinturas em MDF, grafitti, pinturas e pulverizações em geral.

## Equipamento e acessórios

### Aerógrafo

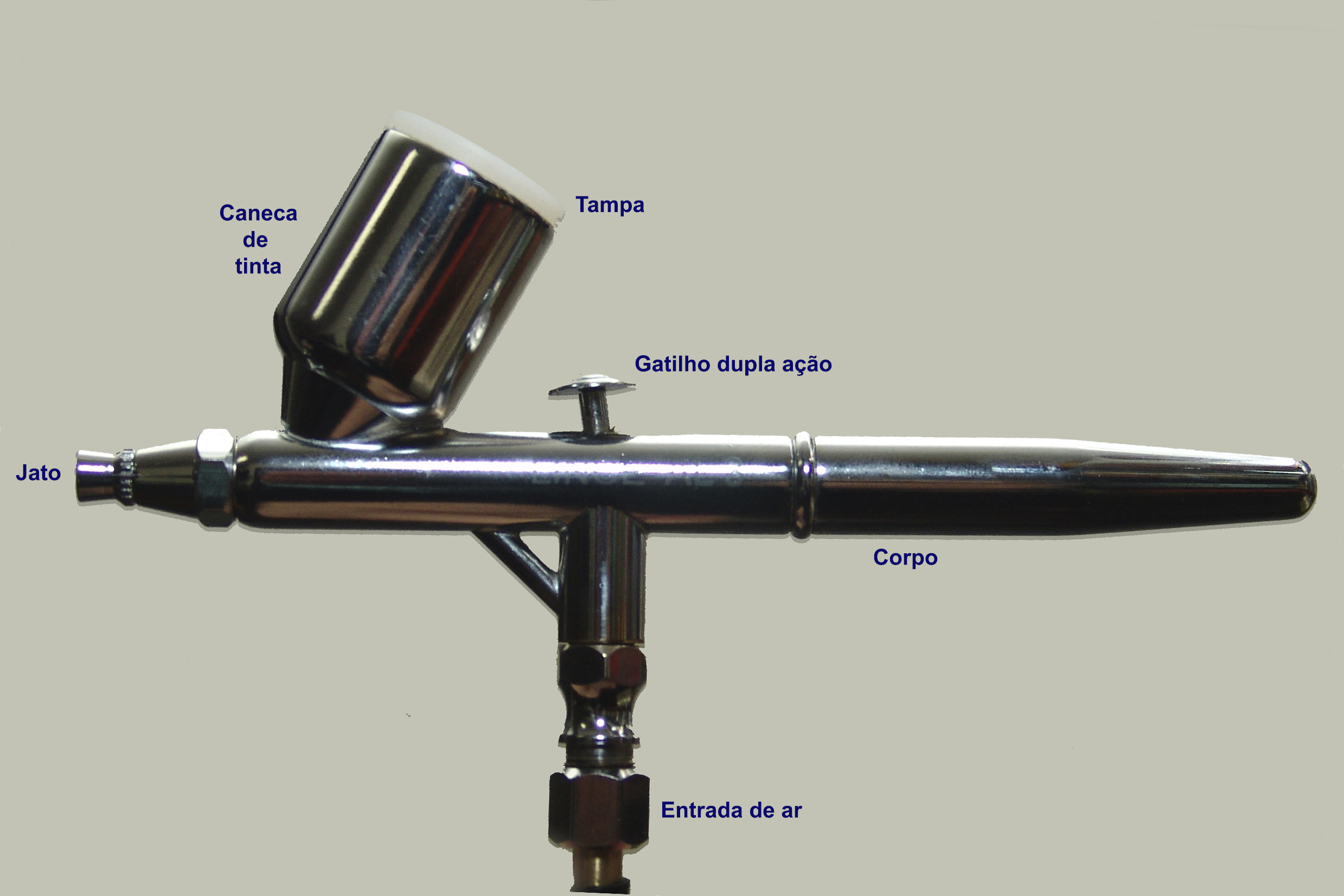
Aerógrafo lince de dupla ação, gravitacional e mistura interna.

É o principal instrumento utilizado na aerografia, consiste num objeto similar a uma caneta, com um reservatório de tinta e ligado a uma mangueira de ar comprimido.
O moderno aerógrafo foi inventado em maio de 1878, pelo americano Abner Peeler. Três anos mais tarde, em 1881, Peeler vendeu os direitos de sua invenção para Liberty Walkup por US$ 700 (setecentos dólares). Em 1883 surgiu a Rockford Air Brush Company, fundada porWalkup para fabricar o primeiro aerógrafo e comercializá-lo ao mundo.

### Tipos
Existe uma grande variedade de marcas e modelos de aerógrafos disponíveis no mercado atualmente. Os modelos mais novos estão cada vez mais aerodinâmicos e sofisticados.
Para o seu funcionamento, é necessário uma fonte de ar (um compressor é o mais utilizado) ligado ao aerógrafo através de uma mangueira. A pistola é alimentada com ar comprimido e tinta. A tinta é colocada em um recipiente acoplado ao aerógrafo, que pode variar entre os modelos, podendo, inclusive, ser removível ou fixo.  A posição dos copos de tinta determina ainda se o aerógrafo é alimentado pela tinta através de sucção (copo abaixo do bico) ou por gravidade (copo acima do bico).
O aerógrafo pode ser de ação simples ou de dupla ação. No modelo de ação simples, o gatilho, quando pressionado, libera um jato de tinta de espessura pré-determinada, não permitindo o controle do tamanho do jato. O único movimento possível nesse gatilho é apertá-lo para baixo. Sua utilização é bem simples e, por isso, mais limitada.
No aerógrafo de dupla ação, o gatilho, quando apertado, apenas o ar é disparado. À medida em que o gatilho é puxado para trás, a tinta é liberada. A pistola permite a regulagem da quantidade de tinta que se pretende pulverizar, podendo produzir traços muito finos ou jatos maiores. É o modelo mais utilizado pelos artistas. A técnica permite dimensionar o jato de tinta para que se faça desde traços muito finos até fundos mais amplos.
Aerógrafo de mistura interna
É um tipo de pistola em que a pintura é atomizada dentro da ponta do aerógrafo. É dentro da pistola que a tinta e o ar são misturados. O modelo produz um jato muito suave, capaz de imitar a textura de fotografias. Inicialmente desenvolvidos para trabalhos no campo da publicidade, hoje são muito usados para acabamentos finos e obras hiper-realistas.
Aerógrafo de mistura externa
É um tipo de pistola onde a pintura é atomizada fora da ponta do aerógrafo. A mistura da tinta e do ar acontece fora da pistola. O resultado é uma pintura mais grossa, ideal para pulverizar grandes áreas e fundos.

### Compressor de ar
Para a aerografia, utiliza-se compressores de baixa pressão (entre 3,5 a 5 libras), sendo necessário apenas para grandes trabalho, o reservamento de ar em cilindros e tonéis. Via de regra existem manômetros ou reguladores de pressão entre a linha de ar comprimido e a mangueira que fornece ar ao aerógrafo.
São utilizados basicamente três tipos de compressores:
- Compressores de ar direto, onde não há reservatório de ar, o ar é emitido diretamente dos pistões (ou outros sistemas geradores de pressão) para a mangueira, alguns possuem um filtro de ar para eliminação de bolhas de água que se condensam neste processo. Possuem tamanho menor, e pode-se transportar facilmente. Alguns modelos inclui o Wimpel, Schulz e JetMaster. Emitem cerca de 60 a 80 decibél em ambientes fechados.
- Compressores de ar com reservatório, onde há um reservatório de ar, geralmente de 20 a 25 litros, possuem tamanho e peso maior, tem como vantagem, uma vazão de ar maior, porém necessários apenas em grandes trabalho e preenchimento de áreas, tem como desvantagem seu peso e manutenções como drenagem e limpeza dos filtros. Possui alta emissão de barulho em locais fechados, ficando entre 65 e 100 decibéls
- Compressores de refrigeração, utilizados em geladeiras e freezers ou em consultorios médicos como dentistas. Esse tipo de compressor, que é uma variante dos compressores de "ar direto" foi desenvolvido na década de 1990 de forma puramente artesanal e improvisada. Tem como principal vantagem, a baixa emissão de ruído, entre 30 a 40 decibels (o barulho de uma geladeira ligada), mas possui peso entre os dois primeiros citados, além de não ser produzido industrialmente. Vem ganhando espaço entre os aerografistas amadores e profissionais[2].

### Latas aerossol
Eventualmente, pode-se também utilizar lata de aerossol como fonte do ar comprimido, as latas são carregadas com ar através de altas pressões, e possuem autonomia de cerca de 10 minutos de trabalho ininterruptos. Tem como grande vantagem, a eliminação do uso do compressor, e a possibilidade de pintar locais onde compressores não chegariam, além de serem facilmente transportadas. Como grande desvantagem, pode-se citar o tempo limitado de trabalho ininterruptos, e a impossibilidade de ajuste de pressão, em alguns casos.

### Tintas e bases
As tintas utilizadas na aerografia são geralmente tintas a óleo, devido o fato de ser facilmente diluída em materias solventes e diluentes a base de cloreto de zinco como o thinner e água rás, além de misturar-se com outras colorações. Atualmente muitos artistas do ramo de personalização, utilizam tintas de pintura automotiva (base poliéster, nitrocelulose, acrílico, e até poliuretano) pela facilidade de compra, disponibilidade em casas de tintas, variedade de cores e até mesmo fórmulas prontas em máquinas tintométricas. São realizados misturas para se conseguir a cor ideal, a tinta não pode ser muito espessa, devido o fato de poder não fluir corretamente dentro do aerógrafo.
Alguns estúdios de aerografia mais equipados e/ou avançados possuem laboratório de design de cores, como um diferencial importante para a composição e especialmente criação de novas Cores exclusivas, em especial após o advento dos pigmentos produzidos por nanotecnologia (cristais) citando como exemplo as linhas PPG Liquid Crystal e Vibrance.
A base é uma resina incolor ou quase incolor, ou seja o material da tinta sem o pigmento, como o verniz. Servem para preparação da área a ser pintada (primer), e para toque final (verniz incolor), dando brilho ao trabalho.
Existem diversos tipos de vernizes para acabamento, entre eles verniz fosco, verniz emborrachado, verniz cerâmico nanotecnologia aeroespacial, verniz epóxi, e outros. A maioria dos vernizes de maior resistência química e mecânica, possui natureza química de dois componentes (verniz + catalisador) onde após a reação química (cura) a película formada apresenta todos seus atributos e virtudes.

## Técnicas

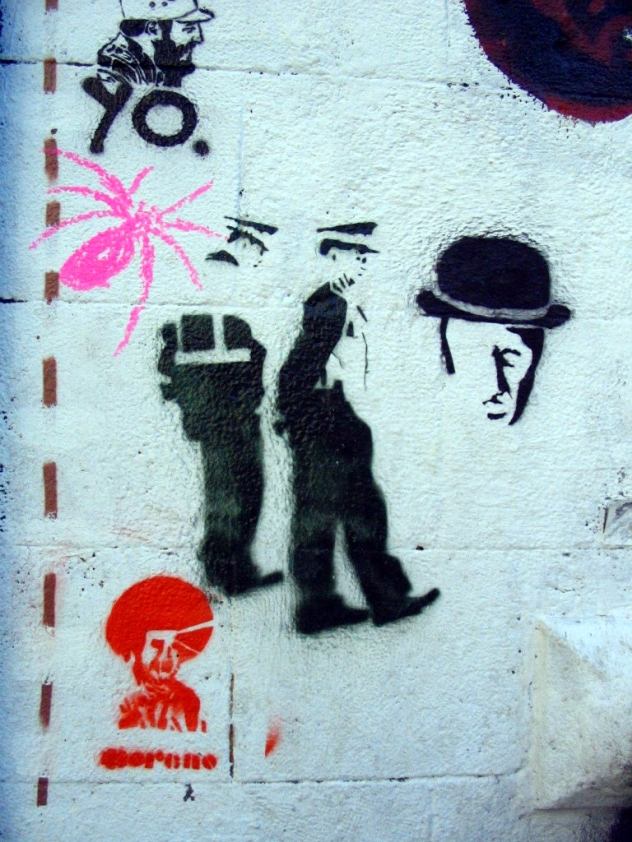
Exemplo de estêncil

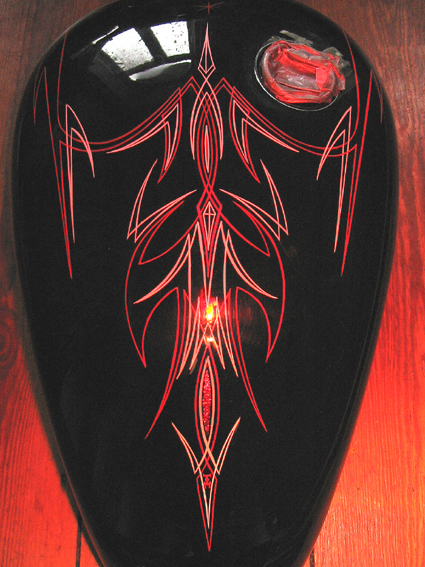
Trabalho em um tanque de motocicleta efetuado sobre a técnica do Pin striping

Por ser uma técnica de difícil execução, que depende tanto do artista quanto da qualidade dos equipamentos para aplicá-la, exige grande preparo do profissional ou estudante de arte. Os resultados, porém, costumam compensar a dificuldade por se revelarem belos.
Diversas técnicas são aplicadas ao trabalhar com aerografia, para tanto, os aerógrafos possuem modelos distintos, com características adequadas a cada propósito de aplicação.
Ainda, vale mencionar que o resultado final de uma pintura depende de como se apresenta o substrato, ou superfície a ser pintada. Em geral é necessária uma preparação minunciosa do substrato, assegurando a uniformidade do resultado final, já que o brilho do verniz de acabamento ou até mesmo ondulações na superfície, podem tornar-se evidentes após o trabalho pronto. Outro ponto importante na preparação do substrato refere-se à aderência, tão necessária à aplicação de técnicas como mascaramento (peliculas adesivas) e filetamento (pinstriping usando fitas especiais para tal finalidade).

### Ação simples
São aerógrafos onde não é possível, através do gatilho, ajustar o foco e a emissão de ar e tinta, mantendo sempre um fluxo constante da mistura. Essa técnica permite o trabalho aplicado em pintura de peças diversas, modelismo, preenchimento de superfícies, e efeitos diversos, além de trabalho de desenho, mas neste, exige virtuosidade por parte do artista. Como vantagem, possui baixo valor em relação ao de dupla ação, e manutenção simples, como desvantagem, a limitação da performance. As únicas variáveis que podem ser ajustadas são pressão do ar, viscosidade da tinta, e a vazão da tinta através do bico difusor, onde ar e tinta se unem antes de atingir o substrato.

### Dupla ação
Com este tipo de aerógrafo, o artista pode manipular com mais precisão, a quantidade de tinta e seu foco, e a emissão de ar apenas através do gatilho, sem a necessidade de ajustes para cada traçado. Geralmente o movimento vertical (pressão sobre o gatilho) aciona o ar comprimido, e puxando o gatilho para trás abre-se a vazão de tinta. Pode-se conseguir no mesmo tiro através do movimento horizontal do gatilho, traços extremamente finos ou grossos. É o aerógrafo mais indicado para trabalho de desenhos, sombra e luz, onde é necessário grande precisão no volume de tinta empregado, e controle do foco. Como vantagem, temos a performance citada, como desvantagem, manutenção mais delicada devido a pinça central e valor elevado, além de possuir via de regra, um reservatório menor de tinta. Este é um tipo de aerógrafo indicado para artistas experientes que tenham controle das cinco variáveis da pintura "spray" ou "pulverizada a ar": distância (até o objeto sendo pintado), pressão, diluição (viscosidade da tinta), velocidade de aplicação, e o leque.

### Estêncil ou emascaramento
O estêncil, é uma técnica onde são recortada figuras em cartolinas ou materiais plástico denominadas máscaras, que são colocadas na superfícies a ser pintada, e preenchida com a tinta, obtendo o formato recortado da máscara, negativamente projetado na superfície.

### Pin striping
Em português algo próximo de tirinhas ou filetes é uma técnica auxiliar da aerografia, onde utiliza-se pequenos pincéis ou equipamento apropriado (espécie de caneta que carrega uma carga de tinta com um bico injetor denominado Rollerbrush), e até mesmo fitas crepes e outras, onde consegue-se traços geometricamente lineares e bem finos, muito utilizado em motocicletas e veículos, adeptos do estilo vintage fazem uso da técnica.
É relevante lembrar que o pinstriping pode ser executado de diversas maneiras, desde o tradicional mascaramento com "filetes adesivos" até a aplicação a mão livre de filetes com pincel "rabo de galo" (pelo comprido, próprio para suprir o volume de tinta necessário ao comprimento de cada filete) ou ainda a utilização de ferramentas especiais, específicas para essa finalidade (exemplo: Beugler pinstriping tool) cuja tinta necessita um acerto muito cuidadoso do "ponto" ou viscosidade/diluição.

## Formas de uso
O aerógrafo deve ser empunhado firmemente para não escorregar dos dedos durante a utilização. Antes de uma passagem, ensaie várias vezes o movimento a ser realizado, para evitar que no meio da pintura se descubra que o tubo está entupido ou não chega a um determinado ponto a pintar.
As tintas devem ser diluídas com o diluente apropriado. A quantidade de diluente depende de vários fatores, como o tipo e a marca da tinta, a temperatura, a pressão de ar utilizada, a espessura da linha e a espessura da camada de tinta a ser aplicada. A relação típica de diluente é de 33% (1 medida de diluente para cada 2 medidas de tinta). Maior porção de diluente será necessária para trabalhos de linha mais fina.
É muito importante que a tinta esteja bem misturada e que não tenha impurezas que possam obstruir a ponteira do aerógrafo. Deve-se pintar mantendo uma distância constante da peça, sem passagens em arco, para evitar acumulações de tinta.
Uma boa norma é iniciar o movimento e o jato de tinta antes do começo da peça e terminá-los depois de a mesma acabar. O movimento deve ser sempre constante; velocidades diferentes produzem uma maior ou menor acumulação de tinta.